# کامپو ردوندو

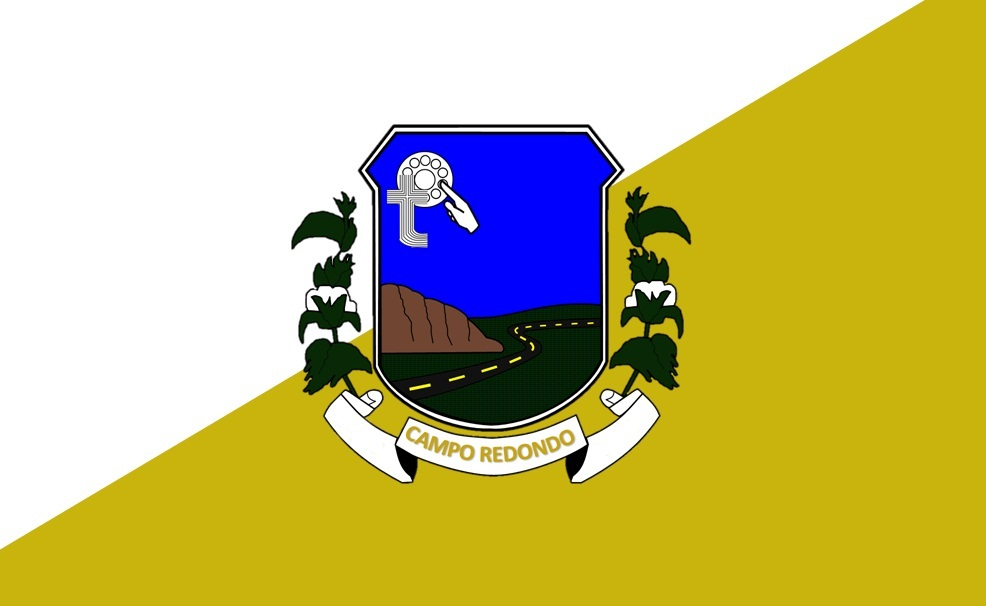
کامپو ردوندو

کامپو ردوندو (به پرتغالی: Campo Redondo) یکی از شهرستان‌های برزیل است که در ریو گرانده شمالی واقع شده‌است.